# 镇海大道
镇海大道，是浙江省宁波市的一条道路，原称镇新路、镇海新城主干道，2010年改为现名，起点位于九龙大道，终点位于镇骆东路，其中九龙大道至望海南路段于2007年通车，望海南路至东环北路段于2012年通车，东环北路至镇骆东路段于2014年通车，未来将西延至康庄北路。

## 主要相交道路
- 康庄北路
- 九龙大道（ 329国道）
- 田胡路
- 长骆路
- 北：通园北路、南：通园南路
- 慈海南路
- 北：西大河北路、南：西大河南路
- 三五路
- 北：东邑北路、南：东邑南路
- 北：金华北路、南：金华南路
- 望海南路
- 耕渔路
- 庄俞南路（仅西往东方向联通）
- 东环北路（ 202省道，主线立交跨越）
- 镇骆东路（ 307省道）